# Djebel Djurdjura
Djebel Djurdjura är en bergskedja i Algeriet.   Den ligger i provinsen Tizi Ouzou, i den norra delen av landet, 110 km öster om huvudstaden Alger.
Djebel Djurdjura sträcker sig 53 km i öst-västlig riktning. Den högsta toppen är Tamgout Lalla Khedidja, 2 312 meter över havet.
Topografiskt ingår följande toppar i Djebel Djurdjura:
- Adrar Timesouine
- Azerou Djemaa
- Azrou Madene
- Azrou Ou Gougane
- Azrou Tidjer
- Azrou-n-Aït Zikki
- Azrou-n-Tohor
- Djebel Heïdzer
- Djebel Ounari
- La Dent du Lion
- Ras Tigounatine
- Ras Timedouine
- Tamgout Lalla Khedidja
- Tirourda